# Pallavolo Reggio Emilia 2003-2004
Questa voce raccoglie le informazioni riguardanti la Pallavolo Reggio Emilia nelle competizioni ufficiali della stagione 2003-2004.

## Stagione
La stagione 2003-04 è per la Pallavolo Reggio Emilia, sprizzata dall'azienda elettrica Five, la cinquantunesima consecutiva in Serie A1; in panchina viene chiamato Daniele Berselli, mentre le confermate dalla stagione successiva sono Anna Bo, Ingrid Šišković, Francesca Nicora e Maria Pia Romanò: alle numerose partenze come quella di Frauke Dirickx, Tayyiba Haneef, Tara Cross e Henriëtte Weersing fanno seguito un ridotto numero di acquisti tra cui quelli di Erna Brinkman, Elvira Savostianova, Desislava Veličkova, Beatrice Zanotti e Meika Wagner poi ceduta a campionato in corso.
Il campionato inizia con due sconfitte consecutive, mentre la prima vittoria arriva alla terza giornata contro il Robursport Volley Pesaro, in trasferta: a tre stop consecutivi seguono due successi, anche se poi il girone di andata termina con altri tre insuccessi che spingono la squadra di Reggio nell'Emilia al decimo posto in classifica. Il girone di ritorno è simile a quello di andata: si apre con due sconfitte, poi un successo a cui seguono altre gare perse prima di una nuova vittoria contro il Forlì; nelle ultime quattro gare della regular season la Pallavolo Reggio Emilia vince solo una partita, quella giocata con la Nuova San Giorgio Pallavolo Sassuolo, confermando il decimo posto in classifica, non qualificandosi per i play-off scudetto.
Le squadre partecipanti alla Serie A1 2003-04 sono diritto qualificate alla Coppa Italia: negli ottavi di finale la Pallavolo Reggio Emilia supera, vincendo sia la gara di andata che quella di ritorno, il Forlì, qualificandosi per i quarti di finale, dove incontra il Volley Bergamo, il quale vince per 3-0 eliminando le emiliane dalla competizione.

## Organigramma societario
Area direttiva
- Presidente: Silvano Ferraroni

Area tecnica
- Allenatore: Daniele Berselli
- Allenatore in seconda: Alessandro Franceschetti
- Scout man: Massimo Civillini

Area sanitaria
- Medico: Giambattista Camurri
- Fisioterapista: Adriano Casali

## Rosa
| N° | Nome                | Ruolo | Data di nascita   | Nazionalità sportiva |
| -- | ------------------- | ----- | ----------------- | -------------------- |
| 1  | Elvira Savostianova | S/O   | 5 agosto 1974     | Russia               |
| 2  | Ingrid Šišković     | S     | 6 giugno 1980     | Croazia              |
| 3  | Francesca Nicora    | S     | 11 settembre 1978 | Italia               |
| 4  | Erna Brinkman       | S     | 25 marzo 1972     | Paesi Bassi          |
| 8  | Elisa Simonetti     | P     | 3 aprile 1977     | Italia               |
| 10 | Beatrice Zanotti    | C     | 19 luglio 1976    | Italia               |
| 11 | Maria Pia Romanò    | C     | 13 febbraio 1976  | Italia               |
| 12 | Anna Bo             | L     | 5 marzo 1974      | Italia               |
| 13 | Desislava Veličkova | P     | 22 dicembre 1972  | Bulgaria             |
| 15 | Meika Wagner        | C     | 14 settembre 1973 | Stati Uniti          |

## Mercato
| Acquisti | Acquisti            | Acquisti   | Acquisti   |
| R.       | Nome                | da         | Modalità   |
| -------- | ------------------- | ---------- | ---------- |
| S        | Erna Brinkman       | RC Cannes  | definitivo |
| S/O      | Elvira Savostianova | Fakel      | definitivo |
| P        | Elisa Simonetti     | Corridonia | definitivo |
| P        | Desislava Veličkova | ?          | definitivo |
| C        | Meika Wagner        | Modena     | definitivo |
| C        | Beatrice Zanotti    | Palermo    | definitivo |

| Cessioni | Cessioni           | Cessioni             | Cessioni   |
| R.       | Nome               | a                    | Modalità   |
| -------- | ------------------ | -------------------- | ---------- |
| S        | Tara Cross         | Stati Uniti          | definitivo |
| P        | Frauke Dirickx     | San Giorgio Sassuolo | definitivo |
| S/O      | Tayyiba Haneef     | Stati Uniti          | definitivo |
| C        | Susanne Lahme      | -                    | ritirata   |
| S        | Tania Quarantelli  | ?                    | definitivo |
| P        | Bojana Radulović   | Asystel              | definitivo |
| C        | Micaela Vecerkova  | ?                    | definitivo |
| C        | Meika Wagner       | Vicenza              | definitivo |
| S        | Henriëtte Weersing | Las Palmas           | definitivo |

## Risultati

### Serie A1

#### Girone di andata
| 1ª giornata - 5 ottobre 2003 PalaTriccoli, Jesi                   | Giannino Pieralisi   | 3 - 0 | Reggio Emilia   | 25-20, 26-24, 25-18               |
| 2ª giornata - 8 ottobre 2003 PalaBigi, Reggio nell'Emilia         | Reggio Emilia        | 1 - 3 | Asystel         | 12-25, 11-25, 28-26, 26-28        |
| 3ª giornata - 12 ottobre 2003 PalaDionigi, Sant'Angelo in Lizzola | Robursport Pesaro    | 2 - 3 | Reggio Emilia   | 20-25, 23-25, 27-25, 25-18, 12-15 |
| 4ª giornata - 19 ottobre 2003 PalaBigi, Reggio nell'Emilia        | Reggio Emilia        | 1 - 3 | Chieri          | 14-25, 25-17, 19-25, 20-25        |
| 5ª giornata - 23 novembre 2003 PalaEvangelisti, Perugia           | Sirio Perugia        | 3 - 1 | Reggio Emilia   | 25-22, 19-25, 25-20, 25-23        |
| 6ª giornata - 26 novembre 2003 PalaBigi, Reggio nell'Emilia       | Reggio Emilia        | 0 - 3 | Vicenza         | 16-25, 20-25, 17-25               |
| 7ª giornata - 30 novembre 2003 PalaGalassi, Forlì                 | Forlì                | 1 - 3 | Reggio Emilia   | 25-17, 16-25, 22-25, 22-25        |
| 8ª giornata - 8 dicembre 2003 PalaBigi, Reggio nell'Emilia        | Reggio Emilia        | 3 - 1 | Modena          | 25-20, 25-21, 20-25, 25-21        |
| 9ª giornata - 14 dicembre 2003 PalaPaganelli, Sassuolo            | San Giorgio Sassuolo | 3 - 1 | Reggio Emilia   | 18-25, 25-22, 30-28, 25-14        |
| 10ª giornata - 21 dicembre 2003 PalaNorda, Bergamo                | Bergamo              | 3 - 0 | Reggio Emilia   | 25-21, 25-19, 25-12               |
| 11ª giornata - 18 gennaio 2004 PalaBigi, Reggio nell'Emilia       | Reggio Emilia        | 0 - 3 | Olimpia Ravenna | 23-25, 21-25, 20-25               |

#### Girone di ritorno
| 12ª giornata - 24 gennaio 2004 PalaBigi, Reggio nell'Emilia         | Reggio Emilia   | 0 - 3 | Giannino Pieralisi   | 21-25, 16-25, 23-25               |
| 13ª giornata - 1º febbraio 2004 PalaDalLago, Novara                 | Asystel         | 3 - 0 | Reggio Emilia        | 25-14, 25-20, 25-20               |
| 14ª giornata - 8 febbraio 2004 PalaBigi, Reggio nell'Emilia         | Reggio Emilia   | 3 - 1 | Robursport Pesaro    | 25-19, 18-25, 25-20, 25-20        |
| 15ª giornata - 11 febbraio 2004 PalaMaddalene, Chieri               | Chieri          | 3 - 0 | Reggio Emilia        | 25-15, 25-19, 25-15               |
| 16ª giornata - 15 febbraio 2004 PalaBigi, Reggio nell'Emilia        | Reggio Emilia   | 0 - 3 | Sirio Perugia        | 19-25, 25-27, 19-25               |
| 17ª giornata - 29 febbraio 2004 Palasport Città di Vicenza, Vicenza | Vicenza         | 3 - 0 | Reggio Emilia        | 32-30, 25-20, 25-22               |
| 18ª giornata - 6 marzo 2004 PalaBigi, Reggio nell'Emilia            | Reggio Emilia   | 3 - 2 | Forlì                | 25-20, 22-25, 27-29, 25-23, 15-13 |
| 19ª giornata - 10 marzo 2004 PalaPanini, Modena                     | Modena          | 3 - 2 | Reggio Emilia        | 21-25, 25-9, 23-25, 25-14, 15-9   |
| 20ª giornata - 14 marzo 2004 PalaBigi, Reggio nell'Emilia           | Reggio Emilia   | 3 - 0 | San Giorgio Sassuolo | 25-20, 25-22, 25-22               |
| 21ª giornata - 20 marzo 2004 PalaBigi, Reggio nell'Emilia           | Reggio Emilia   | 2 - 3 | Bergamo              | 25-21, 23-25, 26-24, 19-25, 20-22 |
| 22ª giornata - 24 marzo 2004 PalaDeAndrè, Ravenna                   | Olimpia Ravenna | 3 - 0 | Reggio Emilia        | 25-22, 25-16, 25-18               |

### Coppa Italia

#### Fase a eliminazione diretta
| Ottavi di finale (andata) - 2 novembre 2003 PalaBigi, Reggio nell'Emilia | Reggio Emilia | 3 - 2 | Forlì         | 23-25, 26-24, 25-19, 18-25, 15-8 |
| Ottavi di finale (ritorno) - 16 novembre 2003 PalaGalassi, Forlì         | Forlì         | 1 - 3 | Reggio Emilia | 25-14, 24-26, 18-25, 18-25       |
| Quarti di finale - 19 febbraio 2004 PalaNorda, Bergamo                   | Bergamo       | 3 - 0 | Reggio Emilia | 25-13, 25-17, 25-17              |

## Statistiche

### Statistiche di squadra
| Competizione | Punti | In casa | In casa | In casa | In trasferta | In trasferta | In trasferta | Totale | Totale | Totale |
| Competizione | Punti | G       | V       | P       | G            | V            | P            | G      | V      | P      |
| ------------ | ----- | ------- | ------- | ------- | ------------ | ------------ | ------------ | ------ | ------ | ------ |
| Serie A1     | 18    | 11      | 4       | 7       | 11           | 2            | 9            | 22     | 6      | 16     |
| Coppa Italia | -     | 1       | 1       | 0       | 1            | 1            | 0            | 3      | 2      | 1      |
| Totale       | -     | 12      | 5       | 7       | 12           | 3            | 9            | 25     | 8      | 17     |

G = partite giocate; V = partite vinte; P = partite perse

### Statistiche dei giocatori
| A. Bo           | 22 | -   | -   | -  | - | Statistiche assenti | Statistiche assenti |
| E. Brinkman     | 22 | 308 | 280 | 20 | 8 | Statistiche assenti | Statistiche assenti |
| F. Nicola       | 19 | 47  | 37  | 9  | 1 | Statistiche assenti | Statistiche assenti |
| M. Romanò       | 20 | 142 | 115 | 24 | 3 | Statistiche assenti | Statistiche assenti |
| E. Savostianova | 22 | 240 | 211 | 24 | 5 | Statistiche assenti | Statistiche assenti |
| E. Simonetti    | 5  | 0   | 0   | 0  | 0 | Statistiche assenti | Statistiche assenti |
| I. Šišković     | 21 | 250 | 214 | 30 | 6 | Statistiche assenti | Statistiche assenti |
| D. Veličkova    | 22 | 32  | 18  | 9  | 5 | Statistiche assenti | Statistiche assenti |
| M. Wagner       | 11 | 96  | 80  | 14 | 2 | Statistiche assenti | Statistiche assenti |
| B. Zanotti      | 22 | 119 | 76  | 39 | 4 | Statistiche assenti | Statistiche assenti |

P = presenze; PT = punti totali; AV = attacchi vincenti; MV = muri vincenti; BV = battute vincenti